# إحصاء آي بي
إحصاء المواضع المتقدمة (AP) (تُعرف أيضًا باسم AP Stats) هي دورة إحصائية للمدارس الثانوية على مستوى الكلية تقدم في الولايات المتحدة من خلال برنامج التعيين المتقدم التابع لمجلس الكلية. هذه الدورة تعادل فصل دراسي واحد، دورة إحصائية تمهيدية بالكلية لا تعتمد على التفاضل والتكامل، وعادة ما تقدم لطلاب السنة العاشرة، والحادية عشر والثانية عشر في المدرسة الثانوية.
واحدة من أحدث الإضافات لمجلس الكلية، تم إجراء اختبار AP Statistics لأول مرة في مايو 1996 لتكملة عروض الرياضيات لبرنامج AP، والتي كانت تتألف سابقًا من AP Calculus AB and BC.‏ في الولايات المتحدة، زاد التسجيل في فصول AP Statistics بمعدل أعلى من أي فئة AP أخرى.
قد يتلقى الطلاب ائتمانًا جامعيًا أو مكانًا لدورة جامعية من المستوى الأعلى عند اجتياز الامتحان الذي يستغرق ثلاث ساعات والذي يتم إجراؤه عادةً في مايو. يتكون الاختبار من قسم متعدد الخيارات وقسم للاستجابة الحرة مدته 90 دقيقة. يتم ترجيح كل قسم بالتساوي في تحديد درجات الطلاب المركبة.